# This Is My Time (Sasha-Lied)
This Is My Time (englisch für „Das ist meine Zeit“) ist ein Lied des deutschen Popsängers Sasha aus dem Jahr 2002.

## Hintergrund
This Is My Time wurde von Sasha selbst, gemeinsam mit den Koautoren Grant Michael B., Cosmo Klein, Kai Lee und Pomez di Lorenzo getextet und komponiert. Die Produktion erfolgte durch Grant Michael B. und di Lorenzo. Es erschien erstmals am 23. April 2002 als Single und war Teil der „New Edition“ von Sashas dritten Studioalbum Surfin’ on a Backbeat am 22. Juli 2002. Während der Übertragung zur Fußball-Weltmeisterschaft 2002 war This Is My Time der offizielle Titelsong von Sat.1.
Das dazugehörige Musikvideo entstand 2002 im Dortmunder Westfalenstadion unter der Regie von Alan Smithee. Die Fußballspieler Sebastian Kehl,  Christoph Metzelder, David Odonkor und Roman Weidenfeller übernahmen Gastrollen in dem Musikvideo. Seine Premiere hatte das Musikvideo am 19. Mai 2002 in der Fernsehsendung blitz spezial bei Sat.1.

## Charts und Chartplatzierungen
| ChartsChartplatzierungen | Höchstplatzierung | Wochen |
| ------------------------ | ----------------- | ------ |
| Deutschland (GfK)        | 13 (11 Wo.)       | 11     |
| Schweiz (IFPI)           | 27 (13 Wo.)       | 13     |